# Kuranuki Kazuki
Kazuki Kuranuki (sinh ngày 10 tháng 11 năm 1978) là một cầu thủ bóng đá người Nhật Bản.

## Sự nghiệp câu lạc bộ
Kazuki Kuranuki đã từng chơi cho Júbilo Iwata, Ventforet Kofu, Kyoto Sanga FC, Tokushima Vortis và Gainare Tottori.